# Baranamtarra
Baranamtarra, levde omkring 2400 f.Kr., var drottning av Lagash, gift med kung Lugalanda av Lagash. 
Bevarad dokumentation beskriver hennes affärstransaktioner under hennes tid som drottning. 
En krater på Venus har fått sitt namn efter henne. 